# Глухих, Александр Гаврилович
Александр Гаврилович Глухих (16 января 1932, д. Большой Кияик Ижевского района Удмуртской АССР — 3 сентября 2014, Харьков) — советский украинский художник. Член Союза художников СССР (1973), Союза художников Украины (1973).
Произведения автора хранятся в музеях Украины, (Харьков, Киев, Донецк, Чугуев, Косунь-Шевченковский) и России (Ленинград, Москва), а также в частных коллекциях Болгарии, Испании, Израиля, Италии, Канады, Китая, США, Японии.

## Биография
- Александр Глухих родился в 1932 г. 16 января в деревне Большой Кияик Удмуртии.
- 1947—1949 — учился в Ижевском художественно-ремесленном училище, по специальности «Живописец-альфрейщик».
- 1950—1952 — работал живописцем-альфрейшщиком, маляром в городе Октябрьском Башкирской АССР.
- 1956—1961 — учился в Казанском художественном училище.
- 1961—1965 — учился в Харьковском государственном художественном институте (с 1963 г. — художественно-промышленный институт, с 2001 по наст. время — Харьковская государственная академия дизайна и искусств). Преподавателами по специальности были Л. И. Чернов, М. А. Шапошников, С. М. Солодовников, П. М. Супонин, Кузнецов, А. Вяткин.
- 1964 — в период студенческой практики прошёл по Североморскому пути от Архангельска до порта Тикси и далее — по реке Лена до Усть-Кута.
- 1965—1967 — учился в Ленинградском государственном институте живописи, скульптуры и архитектуры им. И. Е. Репина (отделение станковой живописи) под руководством: В. М. Орешникова, Б. С. Угарова, и др.
- 1967—1969, 1985—1988, 1989—1991 — преподавал на кафедре живописи и рисунка в Харьковском художественно-промышленном институте.
- 1969 — преподавал в Харьковской детской художественной школе им. И. Е. Репина.
- 1970 — первая персональная выставка — в Харькове. Со временем проводил персональные выставки не только в Харькове, но и в Киеве, Москве, Чернигове, Чугуеве, Мерефе.
- 1972 — впервые становится участником выставки. Со временем будет участвовать во многих других республиканских, областных, городских выставках.
- 1974—1976 — преподавал в Харьковском областном Доме народного творчества.
- 1976, 1982—1983 — преподавал специальные дисциплины в Харьковском государственном художественном училище.
- Умер 3 сентября 2014 года в Харькове.